# Muntiacus truongsonensis
Muntiacus truongsonensis är ett hjortdjur i släktet muntjaker som förekommer i Sydostasien. Populationen beskrevs 1997 som art efter en genetisk undersökning.

## Taxonomi
Muntiacus truongsonensis bildar tillsammans med Muntiacus rooseveltorum och Muntiacus putaoensis en monofyletisk utvecklingslinje inom släktet muntjaker. Dessa tre arter skiljer sig inte mycket i utseende. För individer som observerades före 1990-talet är inte klarlagd vilken art de tillhörde. Därför finns också oklarheter angående arternas utbredningsområde.

## Utseende
Arten är med en vikt av cirka 15 kg liten jämförd med de flesta andra muntjakerna. Bålens ovansida är täckt av brun päls och undersidan är något ljusare. På huvudet förekommer en orange skugga och de rörformiga höljena för hornen är ofta tydlig orange. Muntiacus truongsonensis har enkla stånghorn och de förstorade hörntänderna är hos bägge kön ungefär lika långa. Vid extremiteterna och på svansens ovansida finns svart päls. Svansens undersida bär däremot vita hår vad som skiljer djuret från Muntiacus rooseveltorum. Arten har liksom de andra muntjakerna en vit ring över varje hov.

## Utbredning och habitat
Det bekräftade utbredningsområde för arten är bergstrakten Truong Son i Laos och Vietnam som ingår i den Annamitiska bergskedjan. På grund av de tidigare beskrivna oklarheterna kan individer som hittades i den kinesiska provinsen Yunnan tillhöra denna art.
Muntiacus truongsonensis är troligen bunden till tropiska städsegröna skogar som i region ofta ligger 1000 meter över havet eller lite högre. I Vietnam når arten troligen lägre områden.

## Ekologi
Det är inte mycket känt om artens levnadssätt. Enligt den ursprungliga artbeskrivningen lever hanar och honor utanför parningstiden ensam. Allmänt antas att Muntiacus truongsonensis har samma beteende som de andra muntjakerna.

## Hot och status
Alla muntjaker jagas intensiv av människor. Ifall arten förekommer norr om bergstrakten Truong Son så är även skogsavverkningar ett hot. IUCN listar arten på grund av alla oklarheter med kunskapsbrist (Data Deficient).